# Hepiopelmus melanogaster
Hepiopelmus melanogaster là một loài tò vò trong họ Ichneumonidae.